# Стејси Гаскил
 Стејси Гаскил (21. маја 2000) је америчка сноубордерка која се такмичи на међународном нивоу у дисциплини сноуборд крос . Представљала је Сједињене Државе на Зимским олимпијским играма 2022 .  

## Каријере
Гаскил је представљала Сједињене Државе на Зимским олимпијским играма 2022. у дисциплини сноуборд крос .  
Учествовала је и на Светском купу у скијању слободним стилом 2019/20 и 2021/22 . 

## Живот
Гаскилова мајка, Марта, представљала је Сједињене Државе на Зимским параолимпијским играма 1988 . 